# Copa 350 Anos Correios 2013
Il Copa 350 Anos Correios 2013 è stato un torneo di tennis facente parte della categoria ITF Women's Circuit nell'ambito dell'ITF Women's Circuit 2013. Il torneo si è giocato a Mata de São João in Brasile dal 9 al 15 dicembre 2013 su campi in terra rossa e aveva un montepremi di $25,000.

## Vincitrici

### Singolare
Montserrat González ha battuto in finale  Catalina Pella con il punteggio di 6–3, 6–1

### Doppio
Paula Cristina Gonçalves /  Laura Pigossi hanno battuto in finale  Montserrat González /  Carolina Zeballos con il punteggio di 6–2, 6–2